# Noah Söderberg
Noah Alexander Söderberg, född 21 augusti 2001, är en svensk fotbollsspelare som spelar för Östers IF.

## Karriär
Söderberg spelade som ung i Bredareds IF innan han gick till IF Elfsborg. Inför säsongen 2021 blev Söderberg uppflyttad i A-laget. Han gjorde sin tävlingsdebut den 6 mars 2021 i en 3–2-vinst över Falkenbergs FF i Svenska cupen. Söderberg gjorde allsvensk debut den 8 maj 2021 i en 2–2-match mot Kalmar FF, där han blev inbytt i den 80:e minuten mot Per Frick. I augusti 2024 lånades Söderberg ut till Halmstads BK.
I mars 2025 värvades Söderberg av Östers IF, där han skrev på ett treårskontrakt.